# Зоо (Си-Трейн)
«Зоопарк» (англ. Zoo) — станция Си-Трейна  легкорельсового транспорта города Калгари, Канада. Эта станция открылась в 1985 году, в 2014 году проведена реконструкция, и в настоящее время обслуживает 1 700 пассажиров за день.
Дизайн станции Зоопарк отличается от других станций Си-Трейна, на здании нанесены рисунки с изображениями животных и динозавров. Доступ к платформе станции осуществляется по эскалатору, ведущему из туннеля под мемориал-драйв. В туннеле под Мемориал-драйв установлены экспонаты с животными, продолжающие стиль станции.